# Тива (Тесалия)
Вижте пояснителната страница за други значения на Тива.
Тесалийска Тива, наричана също Фтиотидска Тива (на гръцки: Θῆβαι Φθιώτιδες, Θῆβαι Θεσσαλικαἰ) е античен гръцки град в областта Фтиотида в южна Тесалия. Днес наблизо е градчето Микротивес, в района на Алмирос, Централна Гърция.
Разположена първоначално на 6 km от морето, през втората половина на IV в. пр. Хр. Фтиотидска Тива се слива с близките полиси Филака и Пирасос и се превръща в главен град на Фтиотидска Ахея и остава главно пристанище на Пагаския залив, докато македонският цар Деметрий Полиоркет не основава Деметриада на североизток. През втората половина на III в. пр. Хр. се присъединява към Етолийския съюз. През 217 г. пр. Хр., по време на поредната война между Етолия и Македония, Фтиотидска Тива е превзета от Филип V Македонски. Жителите ѝ са продадени в робство, а в града са заселени македонски колонисти. След Втората македонска и Етолийската война, под диктовката на Рим, Фтиотидска Тива отново става независима и столица на възстановения съюз на Фтиотидска Ахея.
По време на Римската империя градът се „премества“ на морския бряг. Епископско средище с девет големи базилики от Късната античност и Ранното средновековие. Тива процъфтява в периода от IV до края на VII век, когато е унищожена от голям пожар. Възстановена частично, тя запада окончателно през IX век.